# Pekka Särkiö

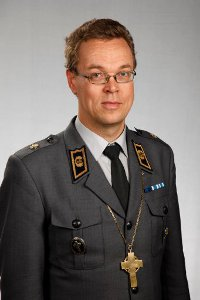
Fältbiskop Pekka Särkiö.

Pekka Juhani Särkiö, född 17 januari 1963 i Helsingfors, är fältbiskop i Finlands försvarsmakt sedan september 2012.

## Biografi
Pekka Särkiö gjorde sin värnplikt 1982–1983 i Fredrikshamn, där han fungerade som beväringspräst. Han är kapten i reserven (2017). 
Särkiö inledde sina studier vid teologiska fakulteten vid Helsingfors universitet 1983. Han blev teologie kandidat (1989) och prästvigdes samma år, och senare teologie licentiat (1990) och teologie doktor (1994). Han skrev sin doktorsavhandling på tyska, om kung Salomo. Sedan 1999 är han docent i gammaltestamentlig exegetik vid Helsingfors universitet.
Han arbetade i Lahtis som församlingspastor 1989–1998, kaplan 1998–2001 och kyrkoherde 2001–2012. Därtill fungerade han som assistent och timlärare i exegetik vid Helsingfors universitet 1989–1991 och som assessor i domkapitlet i Tammerfors stift 1999–2005.
Särkiö valdes till fältbiskop 2012 och återvaldes för en kortare tid samt för en andra femårsperiod 2017.

## Vetenskapliga publikationer
- ”The Third Man” – David’s Heroes in 2 Sam 23,8-39. Scandinavian Journal of the Old Testament 7 (1993), 108–124. Arhus.
- Die Weisheit und Macht Salomos in der israelitischen Historiographie. (doktorsavhandling) Suomen Eksegeettisen Seuran julkaisuja 60, 1994 (281 s.)
- Die Struktur der Salomogeschichte (1 Kön 1-11) und die Stellung der Weisheit in ihr. Biblische Notizen 83 (1996), 83–106. München. Salomo/Schriften. Theologische Realenzyklopädie 29 (1998), 458–461.
- Kristus kutsuu todistamaan. Lutherska världsförbundets möte i Hongkong. (red. Pauli Juusela och Mari Malkavaara). Artiklar: Raamattu ja maailma samt Pakkosiirtolaisena Yhdysvalloissa. Esbo, 1998.
- Kirkko ja kulttuuri. I verket: Aikojen taite. Kirkko kolmannen vuosituhannen vaihteessa. (synodalskrift), s. 109–162. Helsingfors, 1998.
- Salomo/Schriften. Theologische Realenzyklopädie 29 (1998), 458–461.
- Exodus und Salomo. Erwägungen zur verdeckten Salomokritik anhand von Ex 1-2; 5; 14 und 32. Suomen eksegeettisen seuran julkaisuja 71, 1999 (185 s.)
- Turun tuomiokirkon musiikkielämä 1600-luvun tilikirjojen valossa. Suomen kirkkohistoriallisen seuran vuosikirja 87–88 (1997–1998), s. 119–146. 1999.
- Concealed criticism of King Solomon in Exodus. Biblische Notizen 102 (2000), 74–83.
- Piispa R.V. Frosteruksen muistiinpanot vuosien 1854 ja 1865 valtionkalentereissa.  Suomen kirkkohistoriallisen seuran vuosikirja 89–91 (1999–2001), s. 197–226. 2002.
- Salomo und die Dämonen. Verbum et Calamus. Semitic and Related Studies in Honour of 60. Birthday of Professor Tapani Harviainen. Studia Orientalia 99 (2004), s. 305–322.
- Hautaustoimen käsikirja (yhdessä työryhmän kanssa). Edita. Helsingfors. 2005.
- Seurakuntajaotuksen kehitys Päijät-Hämeessä. Aikojen halki. Kirkon kahdeksan vuosisataa Lahden seudulla. Keski-Lahden seurakunnan julkaisuja 2. Red. Esko Ryökäs. S. 15–30. Hollola. 2005.
- Keskiaikaisen kirkonvihkimisen jälkiä suomalaisessa kansanperinteessä. Suomen kirkkohistoriallisen seuran vuosikirja 95, s. 184–188. 2005.
- Kuningasajalta. Kirjoituksia Salomosta ja rautakauden piirtokirjoituksista. Suomen eksegeettisen seuran julkaisuja 90. 2006 (253 s.)
- Viisauden kirjan asema Salomo-kirjallisuudessa. Signum unitatis – Ykseyden merkki. Piispa Juha Pihkalan juhlakirja (2006), s. 88–117.
- Ruth und Tamar als fremde Frauen in dem Davidischen Stammbaum. Scripture in Transison. Essays in Honour of Raija Sollamo. Red. Anssi Voitila och Jutta Jokiranta. JSJSuppl. 126. Brill (2008), 551–574.
- Die fremden Frauen in der Familie Judas. Houses Full of All Good Things. Essays in Memory of Timo Veijola. Red. Juha Pakkala ja Martti Nissinen Suomen eksegeettisen seuran julkaisuja 95 (2008), 184–200.
- Batscheba und der Name ihres Sohnes Salomo. Seitenblicke. Literarische und historische Studien zu Nebenfiguren im zweiten Samuelbuch. Walter Dietrich (Hg.). Orbis Biblicus et Orientalis 249. Fribourg-Göttingen. 2011. S. 256–262.
- Solomon in History and Tradition. The Figure of Solomon in Jewish, Christian and Islamic Tradition. King, Sage and Architect. Joseph Verheyden (ed.). Brill, Leiden-Boston 2013. S. 45–56.
- Sotilaspapiston toiminta viime sodissa. Porrassalmi VIII. Etelä-Savon kulttuurin vuosikirja 2015. S:t Michel. S. 44–63.
- Sodassa kaikki on sallittua? Sota, rauha ja Raamattu. Red. Niko Huttunen och Nina Nikki. SESJ 112.  Helsingfors 2016. S. 70–92.